# Virginia Khunguni
Virginia Khunguni é uma ativista pelos direitos das mulheres do Malawi. Ela é a fundadora e diretora do Girls Arise for Change (“Garotas se Levantam pela Mudança”), uma organização que busca empoderar mulheres visando a mudança cultural e social. A organização conduziu iniciativas no combate ao trabalho infantil, casamento de crianças e exploração sexual. Khunguny recebeu o Prêmio da Rainha de Jovens Líderes, pelo seu trabalho na África.
Khunguni se graduou em Comunicação de Massa na Universidade Mahatma Gandhi.

## Vida
Khunguni nasceu na Carolina do Norte, EUA, a mais nova de dois irmãos. Alguns anos depois, ela se mudou para Blantire, Malawi. Khunguni era órfã e vivia com seus avós.
Ao crescer, Khunguni aspirava ser produtora musical – ela sonhava em ser a primeira mulher produtora musical do Malawi. Ela ia com frequência a estúdios para aprender produção musical e engenharia do som. Entretanto, um produtor a estuprou. Seus avós reagiram ameaçando expulsá-la de casa se ela se envolvesse de novo em ataques sexuais. Sua avó também a advertiu para que deixasse a indústria da música, por ser dominada por homens. Devido ao estigma associado a vítimas de estupro, Khunguni permaneceu calada. Ela desistiu e resolveu estudar Jornalismo.
Como jornalista, Khunguni conheceu muitas vítimas silenciosas de abuso sexual. Ela decidiu criar o programa de rádio Girls Arise para tratar do assunto. O programa apresentava vítimas de violência de gênero, e especialistas em direitos humanos e da área médica eram convidados para dar seus conselhos. Membros da comunidade também eram chamados para discutir esforços para tratar o assunto e diminuir o estigma associado a ele.
O programa de rádio recebeu enorme resposta da comunidade. Houve inclusive registros por mulheres líderes da comunidade. Khunguni decidiu que o programa de rádio não era suficiente para acabar com a desmedida violência baseada no gênero. Em 2013, ela fundou o Girls Arise For Change, que busca desafiar as noções e acabar com práticas culturais contrárias à melhoria do status das mulheres do Malawi. Khunguni contatou líderes da comunidade de diferentes distritos e estabeleceu uma estrutura de suporte comunitário para expandir a iniciativa.
Girls Arise for Change resgatou e apoiou meninas que escaparam do casamento precoce e as que eram forçadas ao trabalho infantil, até mesmo a prostituição. A organização também provê assistência médica e psicológica para vítimas de estupro. Khunguni cooperou com organizações da saúde para criar clínicas móveis em áreas remotas visando educar as jovens e prover serviços de saúde reprodutiva.
Khunguni  sabia que a pobreza é um contribuinte principal para o casamento precoce e o trabalho infantil. Muitas não podem pagar por uma educação superior e são forçadas a aceitar essas circunstâncias. Portanto, Girls Arise for Change fornece treinamento vocacional. A organização fez parcerias com pessoas na Nigéria, América e Quênia para garantir que os produtos que elas criam serão vendidos e elas serão capazes de se sustentar. Eles treinaram meninas em energia renovável, artes culinárias, videografia e design de moda; Girls Arise for Change ajudou mais de 3500 jovens mulheres.

## Prêmios e reconhecimento
Khunguny recebeu o Prêmio da Rainha de Jovens Líderes, pelo seu trabalho na África. 

## Ligações Externas
Girls Arise for Change founder Virginia Khunguni explains the impact of COVID-19 on their work